# 가시마역 (오사카부)
가시마역(일본어: 加島駅, かしまえき)은 오사카부 오사카시 요도가와구에 있는 서일본 여객철도 JR 도자이 선의 철도역이다.

## 개요 및 역 구조
섬식 1면 2선의 지하역이다. 개찰구와 콩코스가 지하 1층, 플랫폼이 지하 2층이다. 급 커브 상에 위치한 역이므로, 열차가 도착할 시에는 '덧붙여, 승차하실 때에는 발 밑을 주의하시기 바랍니다'라는 안내방송이 흐른다. 또, 승강시에는 열차와 홈 사이에 있는 황색 회전등이 점등한다.
역은 도카이도 본선의 쓰카모토역과 아마가사키 역 사이의 선로 바로 밑에 위치하고 있다. 역의 출입구는 도카이도 본선의 선로 양 옆으로 나있으며, 도카이도 본선에서 주행 중인 열차도 확인할 수 있다. 열차가 통과하는 경우에는 역에 굉음이 울린다.
개찰구는 1개이며, 역의 출구는 북쪽과 남쪽에 있다. 북쪽 출구에는 로터리와 버스 터미널 등이 있으며, 남쪽 출구에는 주택지와 붙어있는 좁은 도로밖에 없어서 자전거 주륜장 정도만이 설비되어 않다.
ICOCA, J스루 카드를 이용할 수 있다 (ICOCA 상호 이용대상 포함). 또, JR의 특정 도·구·시내 제도에 따라서 오사카 시내에 포함된다.

### 승강장
| 1 | ■ JR 도자이 선 (하행) | 아마가사키 · 다카라즈카 · 산노미야 방면    |
| 2 | ■ JR 도자이 선 (상행) | 기타신치 · 교바시 · 시조나와테 · 나라 방면 |

## 역세권 정보
역 개발 전까지는 철도역이 없는 곳이었기 때문에 오사카역까지 가는 많은 노선 버스가 운행되었다. 가시마 역 개업 이후에도 버스 편은 계속 다니고 있지만, 수가 많이 감편되었다.
- 오사카 시립 히가시요도 공업고등학교
- 야마다 전기 테크랜드 요도가와 점
- 다나베미쓰비시 제약

## 역사
- 1997년 3월 8일 - JR 도자이 선 개통과 동시에 개업.

## 기타 사항
- 역에 부여된 상징은 파도.
- 이 역부터 JR 고베 선의 쓰카모토역까지 가는 경우 오사카 시내 승차권만으로도 아마가사키 역을 경유해 갈 수 있는 특례가 있다.

## 인접역 정보
| 서일본 여객철도 JR 도자이 선 | 서일본 여객철도 JR 도자이 선 | 서일본 여객철도 JR 도자이 선 |
| ---------------------------- | ---------------------------- | ---------------------------- |
| 미테지마 기즈 방면           | ■ JR 도자이 선               | 아마가사키 니시아카시 방면   |